# Skeleton na Zimních olympijských hrách 2002
Skeleton na olympiádě v Salt Lake City se vrátil do programu olympijských her po 54 letech.

## Medailové pořadí zemí
| Pořadí | Země                         | Zlato | Stříbro | Bronz | Celkově |
| ------ | ---------------------------- | ----- | ------- | ----- | ------- |
| 1.     | Spojené státy americké (USA) | 2     | 1       | 0     | 3       |
| 2.     | Rakousko (AUT)               | 0     | 1       | 0     | 1       |
| 3.     | Velká Británie (GBR)         | 0     | 0       | 1     | 1       |
| 3.     | Švýcarsko (SUI)              | 0     | 0       | 1     | 1       |
|        | Celkem                       | 2     | 2       | 2     | 6       |

## Medailisté

### Muži
| Disciplína  | Zlato                                   | Výkon   | Stříbro                       | Výkon   | Bronz                           | Výkon   |
| ----------- | --------------------------------------- | ------- | ----------------------------- | ------- | ------------------------------- | ------- |
| jednotlivci | Jim Shea · Spojené státy americké (USA) | 1:41,96 | Martin Rettl · Rakousko (AUT) | 1:42,01 | Gregor Stähli · Švýcarsko (SUI) | 1:42,15 |

### Ženy
| Disciplína    | Zlato                                          | Výkon   | Stříbro                                           | Výkon   | Bronz                                  | Výkon   |
| ------------- | ---------------------------------------------- | ------- | ------------------------------------------------- | ------- | -------------------------------------- | ------- |
| jednotlivkyně | Tristan Galeová · Spojené státy americké (USA) | 1:45,11 | Lea Ann Parsleyová · Spojené státy americké (USA) | 1:45,21 | Alex Coomberová · Velká Británie (GBR) | 1:45,37 |